# Roderick MacKinnon
Roderick MacKinnon (sinh 1956) là nhà hóa học người Mỹ. Ông cùng với Peter Agre giành Giải Nobel Hóa học năm 2003 vì những nghiên cứu về cách thức các chất chủ chốt tiến vào hoặc rời khỏi các tế bào trong cơ thể, và khám phá của họ liên quan tới các lỗ nhỏ, được gọi là "kênh", trên bề mặt tế bào.